# Estació de Besòs Mar
Besòs Mar és una estació de la L4 del Metro de Barcelona situada sota el carrer d'Alfons el Magnànim al districte de Sant Martí de Barcelona.
L'estació va entrar en servei el 1982 amb el nom de Mina. Però el 1985 amb la prolongació de la L4 fins a Pep Ventura va adoptar el nom actual.
| Metro de Barcelona     |                  |                                              |       |                        |
| Procedència/Destinació | <                | Línia                                        | >     | Procedència/Destinació |
| Trinitat Nova          | El Maresme-Fòrum | Logotip de la Línia 4 del metro de Barcelona | Besòs | La Pau                 |

## Accessos
- Carrer d'Alfons el Magnànim

## Projectes
El "Pacte nacional per a les infraestructures" i el Pla Director d'Infraestructures 2009-2018 de l'Autoritat del Transport Metropolità (ATM) preveu l'ampliació de la línia 8 del metro de Barcelona fins al Parc del Besòs passant per aquesta estació.